# Плачуща Македония
„Плачуща Македония“ е архитектурен скулптурен паметник в град Кюстендил, България. Поставен е в старите кюстендилски гробища, на улица „Дупнишко шосе“.
През 1932 година Александър Цонев от името на Кюстендилското македонско благотворително братство „Св. св. Кирил и Методий“ поръчва на учителя по рисуване в Мъжката гимназия и управител на читалищния театър в Кюстендил - Дечко Стаматов, паметник за загиналите борци в борбата за освобождение на Македония. Стаматов прави статуя, представляваща млада жена, облечена в македонска носия и олицетворяваща плачущата за своите чеда Македония.
След изработването братството решава паметникът да бъде поставен в читалищната градина в града и дори излива основите му. Това събужда недоволство у някои граждани. На читалищно събрание на 20 декември 1932 година всички изказали се одобряват идеята за паметника, но намират, че мястото му не е в читалищната градина. Съгласие не е постигнато и въпросът се разглежда отново на събрание на читалището през февруари 1933 година. На него генерал Стоян Гащаров предлага паметникът да се постави пред гарата и обещава да направи всичко възможно да се изгради парк около него. И този път не е постигнато съгласие и в крайна сметка паметникът е закаран и разположен в градските гробища.
През 1996 година възстановеното македонско дружество предлага на Общинския съвет да разреши преместването на паметника в двора на църквата „Свети Мина“.